# Eva Kelly Bowring
Eva Kelly Bowring (ur. 9 stycznia 1892 w Nevada Missouri, zm. 8 stycznia 1985 w Gordon, Nebraska), amerykańska polityk, działaczka Partii Republikańskiej.
W 1954 roku zasiadała w Senacie Stanów Zjednoczonych jako przedstawicielka stanu Nebraska.